# Paradise (Lana Del Rey)
Paradise è il terzo EP della cantautrice statunitense Lana Del Rey, pubblicato il 9 novembre 2012.
L'EP è stato incluso nella riedizione dell'album in studio di debutto della cantante, Born to Die, ma è anche acquistabile separatamente.

## Tracce
1. Ride – 4:49 (Elizabeth Grant, Justin Parker)
2. American – 4:08 (Elizabeth Grant, Emile Haynie, Rick Nowels)
3. Cola – 4:20 (Elizabeth Grant, Rick Nowels)
4. Body Electric – 3:53 (Elizabeth Grant, Rick Nowels)
5. Blue Velvet – 2:38 (Bernie Wayne, Lee Morris)
6. Gods and Monsters – 3:57 (Elizabeth Grant, Tim Larcombe)
7. Yayo – 5:21 (Elizabeth Grant)
8. Bel Air – 3:57 (Elizabeth Grant, Heath)

Tracce bonus nell'edizione iTunes
1. Burning Desire – 3:51 (Elizabeth Grant, Justin Parker)

DVD
1. Tropico – 28:00

## Classifiche
L'EP ha venduto 67 000 copie negli Stati Uniti, debuttando alla 10ª posizione.
| Classifica (2012-22) | Posizione massima |
| -------------------- | ----------------- |
| Australia            | 19                |
| Grecia               | 25                |
| Nuova Zelanda        | 19                |
| Stati Uniti          | 10                |

| Classifica di fine anno (2013) | Posizione |
| ------------------------------ | --------- |
| Stati Uniti                    | 115       |